# Бечка народна опера
Бечка народна опера је оперска кућа у Бечу, Аустрија. Годишње се, током сезоне која траје од септембра до јуна месеца, у овој оперској кући изведе око три стотине опера, оперета, мјузикла и балета на немачком језику.

## Историја

### Оснивање
Бечка народна опера је изграђена 1898. као Царско јубиларно градско позориште. Због веома кратког периода изградње (10 месеци) први директор Адам Милер-Гутенбрун морао је да се задужи за 160.000 флорина. Позориште је морало да прогласи банкрот пет година касније (1903).

### Музичко позориште од 1903. до 1950-их
1. септембра 1903, Рајнер Симонс је преузео кућу и преименовао је у Царско јубиларно градско позориште - Народна опера. Намера му је била да настави извођење представа, али и да крене са извођењем опера и оперета. Прве бечке представе Тоске и Саломе изведене су у овој оперској кући 1907. и 1910. године. Ту су се појавили светски познати певачи као што су Марија Јерица, Лео Слезак и Рихард Таубер. Диригент Александар Землински постао је први вођа оркестра 1906. године.
У годинама до и током Првог светског рата Народна опера је стекла позицију друге престижне бечке оперске куће. Године 1919, Феликс Вајнгартнер је постао уметнички директор и главни диригент. Хуго Грудер-Гунтрам је наследио Вајнгартнера на месту уметничког директора. После 1929. Народна опера је изводила претежно лаке опере, а под Грудер-Гунтрамом је предузела низ летњих турнеја по Опатији 1935., Каиру и Александрији 1937. и широм Италије 1938. године. После Другог светског рата, Народна опера је постала алтернативно место за извођење представа са репертоара девастиране Бечке државне опере. 

### Новија историја
1973. године, под руководством Карла Денха, позоришна кућа је темељно реновирана. Године 1979, Народна опера је гостовала у Јапану. Тада је изведена прва оперета икада на територији Јапана. Уследила је турнеја по Америци 1984. године.
Од 1. септембра 2007. Роберт Мејер је на челу Народне опере као уметнички директор заједно са пословним менаџером Кристофом Ладштетером. Мејер је завршио свој мандат 2022. Лоте де Бер је 1. септембра 2022. постала прва жене икада на функцији уметничког директора. У исто време, Омер Меиа Велбер је именован за музичког директора.

## Чињенице и бројке

### Распоред седења
На три различита нивоа има 1261 места за седење и 72 места за стајање, као и два места за инвалидска колица.

### Број представа по годинама
| Сезона    | Укупно представа | Укупно гделалаца | Просечна попуњеност | Број запослених |
| --------- | ---------------- | ---------------- | ------------------- | --------------- |
| 2004/2005 | 287              | 293,695          | 75,41%              | непознат        |
| 2005/2006 | 276              | 280,520          | 74,77%              | 524             |
| 2006/2007 | 281              | 289,721          | 78,34%              | 523             |
| 2007/2008 | 291              | 325,491          | 85,77%              | 526             |

2014. укупан број посетилаца био је 315,382, а остварени приход био је 9,680 милиона евра.

### Технички подаци
Удубљење за оркестар је опремљено са два сценска лифта на електрични погон, капацитета 500 кг/м². Лифт је подесив за висине од 0 до 2,65 метара испод нивоа позоришне бине.
Црвена баршунаста завеса се може сакупљати и дизати помоћу хидрауличког механизма. Брзина померања (сакупљања) је 0,15 до 3,0 м/с, брзина подизања може бити до 2,0 м/с.
Позоришна бина је широка 17,2 метра и дубока 19 метара. Бина има механичку носивост од 500 кг/м². У средини бине је окретна и подизна кружна платформа, око које се налази окретна прстенаста платформа спољашњег пречника 15 метара. Постоје и три механизма за подизање, померање или хватање извођача на бини.

### Организациона структура
Од септембра 1991. до јуна 1996. године, Бечка Народна опера је била под колективним руководством Бечке државне опере. Године 1999. Народна опера је постала 100% подружница Предузећа савезних позоришта. Овом предузећу припадају и Бечка државна опера и Дворско позориште. Предузеће савезних позоришта је у власништву Републике Аустрије.

## Уметнички директори
- Адам Милер-Гутенбрун (1898–1903)
- Рајнер Симонс (1903–1917)
- Раул Мадер (1917–1919)
- Феликс Вајнгартнер (1919–1924)
- Аугуст Марковски, Фриц Стидри (1924)
- Хуго Грудер-Гунтрам, Лео Блех (1925)
- Херман Фришлер (1925–1928)
- Јакоб Фелдхамер, Ото Премингер (1929–1931)
- Лео Краус (1931–1933)
- Карл Лустиг-Преан, Жан Ернест (1934–1935)
- Александар Ковалевски (1935–1938)
- Антон Бауман (1938–1941)
- Оскар Јоели (1941–1944)
- Херман Јух (1946–1955)
- Франц Салмхофер (1955–1963)
- Алберт Мозер (1963–1973)
- Карл Денх (1973–1986)
- Еберхард Вехтер (1987–1992)
- Јоан Холендер (1992–1996)
- Клаус Бахлер (1996–1999)
- Доминик Мента (1999–2003)
- Рудолф Бергер (2003–2007)
- Роберт Мејер (2007–2022)
- Лоте де Бер (2022 – данас)

## У популарној култури
Године 1987, Народна опера је приказана у филму о Џејмсу Бонду Дах смрти, представљајући измишљени „Ľudové konzervatorium“ („Народни конзерваторијум“ – директан превод „Volksoper“ на словачки језик). 